# Serologia
La serologia és la branca de la microbiologia que s'ocupa de les reaccions entre antígens i els anticossos manifestades segons diverses tècniques, anomenades serològiques. Així doncs la serologia és l'estudi científic de sèrum sanguini. En la pràctica, el terme normalment es refereix a la identificació de diagnosi d'anticossos al sèrum. Tals anticossos es formen típicament en resposta a una infecció (contra un microorganisme donat), contra unes altres proteïnes alienes (en la resposta, per exemple, a una transfusió de sang maligna, o a les mateixes proteïnes d'un (en exemples de malalties autoimmunitàries).
Les tècniques serològiques comprenen les reaccions de precipitació, les reaccions d'aglutinació, les reaccions amb fixació del complement o amb intervenció del complement, la immunofluorescència, el radioimmunoassaig, la immunoanàlisi enzímica, les reaccions de neutralització i les reaccions de protecció.

## Proves serològiques
Les proves serològiques es poden realitzar per a propòsits de diagnosi quan se sospita d'una infecció, en malalties reumàtiques, i en moltes altres situacions, com comprovar el grup sanguini d'un individu. Les reaccions serològiques són extremament útils, ja que permeten estudiar antígens si hom disposa d'anticossos coneguts i viceversa. Així mateix, les proves serològiques tenen dues propietats: especificitat (permeten discriminar entre antígens d'estructura semblant) i sensibilitat (permeten establir la quantitat d'anticossos o d'antígens detectables).
Algunes proves serològiques no es limiten a sèrum sanguini, sinó que també es poden realitzar en uns altres líquids corporals (com semen i saliva) que tinguin (aproximadament) propietats similars al sèrum.

### Procediment
La serologia es realitza en una mostra de sang venosa (generalment a la corba del colze). No és essencial estar amb l'estómac buit. Per establir un diagnòstic, sovint són útils dues mostres separades entre dues i quatre setmanes per mostrar un augment que indica una infecció recent. Les projeccions solen requerir només una mostra.

## Principis
Normalment, la serologia consisteix a avaluar la immunitat contra una malaltia mesurant la quantitat d'anticossos específics contra la malaltia. 
També es pot utilitzar per garantir l'eficàcia d'una vacunació (és el cas per exemple d'hepatitis B). Finalment, es pot utilitzar per al diagnòstic d’una malaltia autoimmune. 
El nivell d’anticossos augmenta després del contacte amb un germen, si el sistema immunitari el detecta. 
Els primers anticossos produïts, després d’un temps de retard, pertanyen a la classe d'IgM (immunoglobulines M). Això dona pas gradualment a una altra classe, les IgG (immunoglobulines G), que seran produïdes pel cos de manera més duradora.
En cas de reinfecció pel mateix agent patogen, el nivell d’IgG torna a augmentar sobtadament per un fenomen “memòria” del sistema immunitari enfront del patogen. El temps de latència i l'efecte de la memòria difereixen en funció de la malaltia i del pacient i de l'estat del seu sistema immunitari. Alguns microbis (virus de la grip, per exemple) poden, almenys temporalment, però repetidament, passar per alt el sistema immunitari canviant la [[mutació (genètica]|mutació]] de la seva superfície de proteïna o utilitzant tipus de disfressa que consisteix en proteïnes preses directament de l’hoste. La seva detecció pel sistema immunitari i per serologia es pot endarrerir. La serologia no s'aplica a totes les  infeccions. A continuació es proporciona una llista no exhaustiva: 

### Serologia bacteriana
- Brucel·losi: seroaglutinació de Wright i immunofluorescència indirecta
- Salmonel·losi
- Sífilis
- Streptococcus: Anti StreptoLysines O i Anti streptodornase B, etc.

### Serologia paràsita
- Toxoplasmosi
- Malària

### Determinació de l'estat immunitari per a la vacunació
- Serologia VZV abans de la vacunació en treballadors sanitaris
- Serologia HAV abans de la vacunació en subjectes amb risc * serologia quantitativa del VHB després de la vacunació per comprovar l'eficàcia de la vacuna
- serologies de poliomielitis i MMR possiblement abans i després de la vacunació en persones immunodeprimides, etc.

## Tècniques
Hi ha moltes tècniques per detectar anticossos: 
- Precipitacions en medi líquid o sòlid
- Aglutinació passiva
- Prova de fixació del complement
- Inhibició de l’hemaglutinació
- Neutralització (d'una propietat de l'antigen)
- Immunofluorescència
- Assaig d'immunosorbents lligats a enzims ELISA
  - ELISA indirecta
  - ELISA sandwich
  - ELISA competition
- Western-blot (o Westernblot)
- Radioimmunologia (en particular per a assajos hormonals)

La sensibilitat i l'especificitat varien d’una tècnica a l’altra i, per tant, influeixen en l'elecció de la tècnica utilitzada. Per al cribratge, intentem tenir molt pocs falsos negatius, motiu pel qual s’afavorirà una tècnica més sensible. Per contra, per a una confirmació, intentem tenir molt pocs falsos positius, de manera que serà més adequada una tècnica més específica.

## Serologia positiva o negativa
La resposta del sistema immunitari enfront de la infecció de vegades implica la creació d'anticossos.
- La presència d’anticossos específics de la malaltia indica que la persona, en algun moment del passat, s’ha infectat amb la malaltia o simplement ha entrat en contacte amb el patogen. Diem que la persona té serologia positiva o seropositiva.
- Per contra, l'absència d'anticossos sol indicar que la persona no ha estat infectada, es diu que és seronegativa.

Es tracta d'un mètode indirecte, ja que no busca la presència del patogen, sinó la resposta del sistema immunitari contra aquest patogen.
Des del descobriment del  VIH per l'opinió pública a mitjan 1980, el terme "VIH positiu" s'ha utilitzat en el llenguatge comú per referir-se a una persona que ha donat positiu a la prova. Prova per a la detecció d’anticossos dirigits contra proteïnes relacionades amb el VIH (el test ELISA o el Western blot). Una prova positiva confirmada per Western blot significa que el subjecte ha estat infectat amb el virus del VIH o, més exactament, que després del contacte amb aquest virus, el seu sistema immunitari ha produït anticossos. De fet, aquesta prova només explora la presència d’anticossos i no directament la del virus.
En termes absoluts, el terme no és específic del VIH. Quan, per exemple, es diu que una dona embarassada és seropositiva a la toxoplasmosi, això significa que ja ha estat en contacte amb la toxoplasmosi i que ja no hi ha risc de tornar-la a tenir durant aquest embaràs. Igualment per a malalties autoimmunitàries, la presència d'un anticòs autoimmune s'indicarà amb el terme seropositivitat i la seva absència pel terme seronegativitat. Es diu que l'artritis reumatoide és seropositiva quan hi ha la cerca d'anticossos anomenats factor reumatoide.

## Seroconversió
Seroconversió és el canvi de seronegativitat a seropositivitat. Aquest terme s'utilitza sovint en obstetrícia o medicina fetal per referir-se a la data d'inici d'una infecció, per exemple toxoplasmosi. Per tant, les conseqüències d'una seroconversió sobre fetus depenen del terme de l'embaràs o de l'edat gestacional del fetus.

## Enquestes serològiques
Les enquestes serològiques són sovint utilitzades per epidemiòlegs per determinar la prevalença d'una malaltia en una població. Tals enquestes són a vegades realitzades per mostreig fortuït, anònim des de mostres agafades per unes altres proves mèdiques.